# Rushia californica
Rushia californica là một loài bọ cánh cứng trong họ Melandryidae. Loài này được Fall & Cockerell miêu tả khoa học năm 1907.